# Humberto Reginatto
Humberto Reginatto est un arbitre chilien de football des années 1930 et 1940.

## Carrière
Il a officié dans des compétitions majeures : 
- Copa América 1935 (2 matchs)
- Copa América 1945 (1 match)